# Вім ван Гел
Вім ван Гел (нід. Wim van Heel, 27 вересня 1922 — 3 жовтня 1972) — нідерландський хокеїст на траві.
Срібний призер Олімпійських Ігор 1952 року, бронзовий призер 1948 року.